# Agía Triáda (Argolide)
Agía Triáda, en grec moderne : Αγία Τριάδα (en français : Sainte Trinité) est un village d'Argolide, près d'Argos (Grèce).
Avant le programme Kallikratis de 2010, il était le siège du dème de Midéa ; il appartient actuellement au dème des Naupliens.
Le village était baptisé Mérbaka (Μέρμπακα), jusqu'en 1954. Son nom pourrait faire référence à Guillaume de Moerbeke, un traducteur du XIIIe siècle.